# You Suffer
«You Suffer» (с англ. — «Ты страдаешь») — песня грайндкор-группы Napalm Death с их дебютного альбома Scum. Песня была занесена в Книгу рекордов Гиннесса как самая короткая в истории музыки. Точная её продолжительность составляет 1,316 секунды.
Песня была написана участниками группы Николасом Булленом и Джастином Бродриком во время работы над демо «From Enslavement to Obliteration» 1986 года (не путать с одноимённым студийным альбомом 1988 года выпуска). Вошла в состав первой части альбома Scum, и была выпущена в 1987 году.
Об истории написания этой песни было сказано следующее.
«You Suffer» — это в значительной степени юмористическая песня длиной в одну секунду. Абсолютно идиотская. Абсурдная, но весёлая. Мы играли эту песню для аудитории в три десятка человек каждые выходные или что-то вроде того. Мы играли её по 30 раз. Было смешно.
Николас Буллен заявил что прототипом песни была написанная метал-группой Wehrmacht песня «Е».
Зак Смитт заявлял, что текст песни может быть описана как «кратчайшая панковская песня в мире».
В 1989 году был группой выпущен сингл, став таким образом самым коротким синглом в мире.
В 2007 году лейблом Earache Records был снят клип для этой песни.

## Значение
В марте 2023 года группа авторов американского издания Rolling Stone включила титульную песню данного альбома в список «100 величайших хеви-метал песен всех времён». В этом рейтинге она заняла 72-ю позицию, заметку о ней составил Ким Келли.

## Кавер-версии
- В 2017 году группа Opeth использовала перерыв во время своего выступления на немецком фестивале Rock Hard, чтобы дважды исполнить «You Suffer». Вокалист Микаэль Окерфельдт подшутил после этого: «Какая версия была лучшей, как вы думаете?»[5].

## В популярной культуре
- Песня была использована в 3 серии 5 сезона сериала «Кремниевая долина» на восемнадцатой минуте[6]. Один из героев сериала использовал песню «You Suffer» в качестве сигнала о падении биткоина, чем крайне нервировал коллег по офису[7].